# Guðbrandur Þorláksson
Guðbrandur Þorláksson, ew. Gudbrandur Thorláksson (ur. 1541 w Stadharbakki, zm. 20 lipca 1627 w Hólar) – islandzki matematyk, kartograf, biskup luterański w Hólar (od 1570 roku do śmierci).

## Życiorys
Urodził się jako syn księdza. Pobierał nauki w szkole katedralnej w Hólar, następnie na Uniwersytecie Kopenhaskim. Po powrocie na Islandię na trzy lata został rektorem szkoły w Skálholt.
W 1570 roku został biskupem Hólar i pełnił tę funkcję przez 56 lat, aż do śmierci. Gdy obejmował stanowisko luteranizm był oficjalnie panującą religią za sprawą decyzji władz duńskich, jednak miał wśród mieszkańców Islandii słabą akceptację. Nowy biskup rozpoczął energiczną kampanię, która miała doprowadzić do konwersji na luteranizm za sprawą edukacji i publikacji pism religijnych. Opublikował 84 książki, w tym jako pierwszy wydał Biblię w języku islandzkim – Guðbrandsbiblía (Nowy Testament w tłumaczeniu Oddura Gottskálkssona a Stary Testament w tłumaczeniu własnym). Był także autorem kodeksu praw (1578). W 1589 roku wydał księgę z hymnami, która miała stanowić konkurencję dla ballad o trollach i herosach oraz piosenek o miłości, które były bardzo popularne na Islandii. Przypisuje się mu opracowanie pierwszej dobrej mapy Islandii (1590).
Zmarł 20 lipca 1627 roku.
Kuzyn poety Hallgrímura Péturssona i wuj Arngrímura Jónssona.
Jako postać ważna dla islandzkiej historii, w 1981 roku został uhonorowany umieszczeniem jego podobizny na banknocie 50 króna. Na awersie znalazło się jego popiersie, a na rewersie obraz XVI-wiecznych drukarzy podczas pracy.